# Hitman
Hitman este o serie de jocuri video de acțiune și stealth dezvoltată de compania daneză IO Interactive. Franciza a debutat în 2000 și se concentrează pe agentul 47, un asasin genetic modificat care lucrează pentru o organizație numită International Contract Agency (ICA). Jocurile sunt renumite pentru libertatea oferită jucătorilor în îndeplinirea misiunilor și pentru accentul pus pe stealth și planificare.

## Istoric
Prima lansare din seria Hitman, intitulată Hitman: Codename 47, a avut loc în 2000 și a pus bazele pentru ceea ce avea să devină una dintre cele mai influente serii din genul stealth. Seria a evoluat de-a lungul timpului, cu mai multe continuări și titluri complementare care au adăugat noi mecanici de joc și povestiri complexe.

## Jocuri din serie
1. Hitman: Codename 47 (2000): Primul joc din serie, lansat pe Microsoft Windows. Jucătorii preiau controlul lui Agent 47, un asasin creat genetic, în timp ce execută contracte în diverse locații internaționale. Jocul a introdus mecanicile de stealth și planificare pentru care seria este cunoscută.
2. Hitman 2: Silent Assassin (2002): Lansat pentru Microsoft Windows, PlayStation 2, Xbox și GameCube. Silent Assassin a îmbunătățit grafica și mecanicile de joc, adăugând un sistem de rating care încurajează jucătorii să adopte o abordare discretă.
3. Hitman: Contracts (2004): Un remake parțial al pârimului joc și o continuare directă a lui Silent Assassin. Contracts a oferit o grafică îmbunătățită și misiuni mai complexe.
4. Hitman: Blood Money (2006): Considerat de mulți ca fiind unul dintre cele mai bune jocuri din serie, Blood Money a introdus noi mecanici, cum ar fi sistemul de notorietate și posibilitatea de a face accidentări aparent nevinovate pentru a elimina țintele.
5. Hitman: Absolution (2012): Absolution a adus schimbări semnificative, concentrându-se mai mult pe poveste și pe gameplay-ul cinematic. A fost lansat pentru Microsoft Windows, PlayStation 3 și Xbox 360.
6. Hitman (2016): Un reboot al seriei, lansat episodic. Jocul a revenit la rădăcinile stealth-ului și planificării, oferind nivele deschise și multiple modalități de a finaliza misiunile.
7. Hitman 2 (2018): Continuare directă a jocului din 2016, păstrând formatul de sandbox și oferind noi locații și mecanici de joc.
8. Hitman 3 (2021): Concluzia trilogiei World of Assassination, care a început cu Hitman din 2016. Jocul a fost lăudat pentru designul nivelurilor și îmbunătățirile grafice.

## Mecanici de joc
Hitman este cunoscut pentru libertatea oferită jucătorilor în abordarea misiunilor. Jucătorii pot alege să elimine țintele în moduri variate, de la accidente elaborate până la execuții directe. Principalele mecanici includ:
- Stealth: Jucătorii sunt încurajați să folosească stealth pentru a evita detectarea și pentru a elimina țintele fără a atrage atenția.
- Deghizări: Agentul 47 poate folosi deghizări pentru a accesa zone restricționate și pentru a se apropia de ținte.
- Instrumente și arme: Jucătorii au acces la o varietate de arme și gadgeturi, cum ar fi pistoale cu amortizor, sârmă de garot și explozibili.
- Planificare: Fiecare misiune poate fi abordată în moduri multiple, iar jucătorii pot folosi mediu înconjurător în avantajul lor pentru a crea oportunități de eliminare a țintelor.

## Poveste
Seria Hitman urmărește viața și misiunile lui Agent 47, un asasin creat genetic de către Dr. Ort-Meyer, un om de știință german care a folosit ADN de la cinci criminali periculoși pentru a-l crea. Agentul 47 este un asasin aproape perfect, având abilități fizice și intelectuale superioare. El lucrează pentru ICA și primește contracte pentru a elimina diverse ținte în întreaga lume.

## Recepția critică și comercială
Seria Hitman a fost în general bine primită de critici și jucători deopotrivă. Jocurile au fost lăudate pentru libertatea de gameplay, designul nivelurilor și complexitatea mecanicilor de stealth. Hitman: Blood Money și trilogia World of Assassination sunt adesea considerate cele mai bune titluri din serie.

## Adaptări și extindere
Succesul seriei a dus la diverse adaptări și produse complementare:
- Filme: Două filme bazate pe seria Hitman au fost lansate: Hitman (2007) și Hitman: Agent 47 (2015). Ambele filme au avut recepții mixte, fiind criticate pentru nerespectarea materialului sursă.
- Benzi desenate: Seria a fost adaptată și în formă de benzi desenate, extinzând povestea și universul jocurilor.
- Romane: Câteva romane au fost publicate pentru a oferi context suplimentar și povești noi în universul Hitman.

## Impact și influență
Seria Hitman a avut un impact semnificativ asupra genului stealth, influențând numeroase alte jocuri și dezvoltatori. Libertatea oferită jucătorilor și designul complex al nivelurilor sunt adesea citate ca standarde înalte în industrie. IO Interactive continuă să fie un lider în dezvoltarea de jocuri stealth, iar seria Hitman rămâne un pilon al genului.

## Viitorul seriei
După lansarea lui Hitman 3, IO Interactive a anunțat că lucrează la noi proiecte, inclusiv un joc bazat pe franciza James Bond. Deși nu au fost anunțate oficial noi jocuri Hitman, fanii seriei așteaptă cu nerăbdare continuarea aventurilor lui Agent 47.

## Moștenire
Hitman este una dintre cele mai influente și apreciate serii de jocuri video din genul stealth. Cu o istorie bogată, gameplay inovator și o comunitate dedicată de fani, Hitman a stabilit standardele pentru jocurile de acțiune și stealth și continuă să fie un reper în industria jocurilor video.
1. ↑  PCGamingWiki